# Aleksije Andrejević
Aleksije Andrejević (? - Hrvatska Kostajnica, 21. studenog 1749.), vladika (episkop) kostajnički 
Rođen je i zamonašen u Peći. Prvo je bio mitropolit užičko-ariljski, a kad je 1737. s patrijarhom Arsenijem IV. Jovanovićem prešao pod austrijsku vlast, dobio je na upravu ispražnjenu episkopiju kostajničku, gdje je napravio rezidenciju i sazidao katedralnu crkvu.
Izvor:
- "Narodna enciklopedija", 1927. g., članak napisao Radoslav Grujić